# 陳照丕
陳照丕（1893年4月8日—1972年12月30日），字绩甫，男，河南温县人，中國武術家，為陈氏太极拳第十代传人。曾任中央国术馆名誉教授。

## 生平
陳照丕是河南省焦作市温县陈家沟村人。父親是陈登科。他從小隨父親陈登科、叔祖陈延熙、三叔陈发科習拳。1928年，應北京同仁堂藥店之邀，到北京授拳；期間於北京宣武門立擂半個月，无遇敌手，因此出名。後到南京授拳，任中央國術館名譽教授。抗日戰爭期間，曾教授范庭兰的部隊武術，並參與戰鬥。
文革期間，陳照丕遭到迫害，成為批鬥對象。1967年他一度跳井自杀，因為井水淺，終被救上來，但腳被井底竹筒的斜茬給刺穿。
1968年陳照丕得到平反。之後他得到陈家沟村党支部书记张蔚珍的支持，開始向村裡的年輕人教授太極拳，其學生包括陳小旺、陳正雷、王西安、朱天才等人。
1972年12月30日，在温县医院病逝。

## 著作
著有《陈氏太极拳汇宗》、《太极拳入门》、《陈氏太极拳图解》、《陈氏太极拳理论十三篇》等著作。

## 榮譽
- 1960年，被授予“全国太极拳名家”称号[4]。